# Primera División femenina de fútbol sala 2007-08
La temporada 2007-08 de Primera División es la 14.ª edición de la máxima categoría de la Liga Nacional de Fútbol Sala Femenina de España. La competición se disputa anualmente, empezó el 22 de septiembre de 2007, y terminó 24 de mayo de 2008.
La Primera División consta de un grupo único integrado por dieciséis equipos. Siguiendo un sistema de liga, los dieciséis equipos se enfrentan todos contra todos en dos ocasiones -una en campo propio y otra en campo contrario- sumando un total de 30 jornadas. El orden de los encuentros se decide por sorteo antes de empezar la competición. La clasificación final se establece con arreglo a los puntos totales obtenidos por cada equipo al finalizar el campeonato. Los equipos obtienen tres puntos por cada partido ganado, un punto por cada empate y ningún punto por los partidos perdidos. El equipo que más puntos sume al final del campeonato será proclamado campeón de Liga y los que finalizan en las tres últimas posiciones descienden de categoría.
El Femesala Elche Ocio Azul es el equipo defensor del título, y el CFSF Cádiz, Collado Villalba, Castelldefels descendieron de categoría y su plaza fue ocupada por los equipos de Bimil-lenari, Teccan Logroño y Ponte Ourense. El Hegoalde Tolosa renunció a jugar la competición y su plaza fue ocupada por el Pinto FS.

## Información de los equipos
| Club                       | Ciudad        | Comunidad Autónoma   | Entrenador/a      | Pabellón                            | Aforo |
| -------------------------- | ------------- | -------------------- | ----------------- | ----------------------------------- | ----- |
| Femesala Elche Ocio Azul   | Elche         | Comunidad Valenciana | Carlos Navarro    | Esperanza Lag                       | 2.000 |
| Encofra Navalcarnero       | Navalcarnero  | Comunidad de Madrid  | David Pasero      | La Estación                         | 1.500 |
| Tecnocasa Móstoles         | Móstoles      | Comunidad de Madrid  | Roberto del Pozo  | Villafontana                        | 450   |
| UCAM El Pozo Murcia        | Murcia        | Región de Murcia     | Juan Antonio Ruiz | Infante                             |       |
| Cajasur Córdoba            | Córdoba       | Andalucía            | Rafa García       | P.M.D. Vistalegre                   | 3.500 |
| Preconte Telde             | Telde         | Canarias             | Pepe Arencibia    | Rita Hernández / Paco Artiles       |       |
| Diamante Rioja             | Logroño       | La Rioja             | Cuchi Jiménez     | Palacio de los Deportes de La Rioja | 4.000 |
| FSF Gironella              | Gironella     | Cataluña             | Víctor Delgado    | Municipal de Gironella              |       |
| VP Soto del Real           | Soto del Real | Comunidad de Madrid  | Guillermo Camarón | Municipal Soto del Real             |       |
| Valladolid FSF             | Valladolid    | Castilla y León      | Paco Mellado      | Pilar Fernández Valderrama          | 1.545 |
| Mainfer Zaragoza           | Zaragoza      | Aragón               | Alfonso Rodríguez | Siglo XXI                           | 2.780 |
| Bitango Kettal Fuenlabrada | Fuenlabrada   | Comunidad de Madrid  | Alberto Mendoza   | El Trigal                           |       |
| CD Bimil·lenari            | Elche         | Comunidad Valenciana | Antonio Ordóñez   | Esperanza Lag                       | 2.000 |
| Teccan Logroño             | Logroño       | La Rioja             | Sergio Martínez   | Lobete                              |       |
| Ponte Ourense              | Orense        | Galicia              | Gonzalo Iglesias  | Os Remedios                         | 2.500 |
| Pinto FS                   | Pinto         | Comunidad de Madrid  | Raúl Martínez     | Príncipe de Asturias                | 5.000 |

### Cambios de entrenadores
| Equipo                     | Entrenador (Jornadas)  | Fecha de vacante       | Posición en la tabla | Entrenador entrante   | Fecha de nombramiento  |
| -------------------------- | ---------------------- | ---------------------- | -------------------- | --------------------- | ---------------------- |
| Tecnocasa Móstoles         | Roberto del Pozo (1-6) | 3 de noviembre de 2007 | .º                   | David Zamorano (7-30) | 5 de noviembre de 2007 |
| Pinto FS                   | Raúl Martínez (1-11)   | diciembre de 2007      | .º                   | Ángel Moreno (12-30)  | diciembre de 2007      |
| Bitango Kettal Fuenlabrada | Alberto Mendoza (1-27) | 6 de mayo de 2008      | .º                   | Pedro Campos (28-30)  | 8 de mayo de 2008      |

## Equipos por comunidad autónoma
Navalcarnero

 Móstoles

 Fuenlabrada

 Soto del Real

 Pinto
| Comunidad autónoma   | N.º | Equipos                                                                               |
| -------------------- | --- | ------------------------------------------------------------------------------------- |
| Comunidad de Madrid  | 5   | Futsi Navalcarnero, Tecnocasa Móstoles, Kettal Fuenlabrada VP Soto del Real Pinto FS. |
| Comunidad Valenciana | 2   | Femesala Elche CD Bimil·lenari.                                                       |
| La Rioja             | 2   | Diamante Rioja, Teccan Logroño.                                                       |
| Región de Murcia     | 1   | UCAM El Pozo Murcia.                                                                  |
| Andalucía            | 1   | Cajasur Córdoba.                                                                      |
| Canarias             | 1   | Preconte Telde.                                                                       |
| Cataluña             | 1   | FSF Gironella.                                                                        |
| Castilla y León      | 1   | Valladolid FSF.                                                                       |
| Aragón               | 1   | Mainfer Zaragoza.                                                                     |
| Galicia              | 1   | Ponte Ourense.                                                                        |

## Clasificación
|                                          |     | Equipos                    | PJ | G  | E | P  | GF  | GC  | Dif. | Pts. |
| ---------------------------------------- | --- | -------------------------- | -- | -- | - | -- | --- | --- | ---- | ---- |
|                                          | 1.  | Femesala Elche             | 30 | 26 | 0 | 4  | 163 | 67  | +96  | 78   |
|                                          | 2.  | Encofra Navalcarnero       | 30 | 23 | 2 | 5  | 124 | 54  | +70  | 71   |
|                                          | 3.  | Tecnocasa Móstoles         | 30 | 19 | 6 | 5  | 125 | 77  | +48  | 63   |
|                                          | 4.  | Cajasur Córdoba            | 30 | 19 | 5 | 6  | 143 | 82  | +61  | 62   |
|                                          | 5.  | UCAM Murcia                | 30 | 17 | 4 | 9  | 116 | 101 | +15  | 55   |
|                                          | 6.  | Ponte Ourense              | 30 | 16 | 4 | 10 | 116 | 80  | +36  | 52   |
|                                          | 7.  | Valladolid FSF             | 30 | 15 | 3 | 12 | 98  | 84  | +14  | 48   |
|                                          | 8.  | FS Gironella               | 30 | 11 | 7 | 12 | 82  | 77  | +5   | 40   |
|                                          | 9.  | Pinto FS                   | 30 | 11 | 4 | 15 | 96  | 113 | -17  | 37   |
|                                          | 10. | Diamante Rioja             | 30 | 12 | 1 | 17 | 83  | 106 | -23  | 37   |
|                                          | 11. | Mainfer Zaragoza           | 30 | 9  | 6 | 15 | 82  | 103 | -21  | 33   |
|                                          | 12. | VP Soto del Real           | 30 | 10 | 3 | 17 | 95  | 127 | -32  | 33   |
|                                          | 13. | Teccan Logroño             | 30 | 8  | 6 | 16 | 97  | 102 | -5   | 30   |
|                                          | 14. | Preconte Telde             | 30 | 9  | 1 | 20 | 82  | 128 | -46  | 28   |
|                                          | 15. | CD Bimil·lenari            | 30 | 5  | 0 | 25 | 68  | 151 | -83  | 15   |
|                                          | 16. | Bitango Kettal Fuenlabrada | 30 | 3  | 2 | 25 | 77  | 195 | -118 | 11   |
| Última actualización: 25 de mayo de 2008 |     |                            |    |    |   |    |     |     |      |      |

|  | Campeón de Liga                       |
|  | Descendido a Segunda División 2008-09 |

|                                    |
| Bandera de la Comunidad Valenciana |
| Campeón Femesala Elche 7.º título  |

## Resultados
Los horarios corresponden a la CET (Hora Central Europea) UTC+1 en horario estándar y UTC+2 en horario de verano para los partidos disputados en la península y UTC+0 en horario estándar y UTC+1 en horario de verano para los partidos disputados en las Islas Canarias.
| Ponte Ourense      | 3 - 1 | Preconte Telde       | 22 de septiembre | 16:00 | Los Remedios         | 200 |
| Teccan Logroño     | 2 - 4 | Encofra Navalcarnero | 22 de septiembre | 17:45 | Lobete               | 400 |
| Tecnocasa Móstoles | 4 - 2 | Mainfer Zaragoza     | 22 de septiembre | 18:15 | Villafontana         | 250 |
| Soto del Real      | 1 - 8 | Femesala Elche       | 22 de septiembre | 18:00 | Mun. Soto Real       | 200 |
| CD Bimil·lenari    | 3 - 1 | Diamante Rioja       | 22 de septiembre | 19:30 | Esperanza Lag        | 200 |
| Pinto              | 5 - 4 | Kettal Fuenlabrada   | 22 de septiembre | 19:45 | Príncipe de Asturias | 150 |
| Gironella          | 2 - 2 | UCAM Murcia          | 23 de septiembre | 12:00 | Mun. Gironella       | 400 |
| Cajasur Córdoba    | 3 - 2 | Valladolid FSF       | 23 de septiembre | 12:30 | PDM Vista Alegre     | 200 |

| UCAM Murcia          | 4 - 4 | Cajasur Córdoba    | 29 de septiembre | 18:00       | Infante               | 100 |
| Encofra Navalcarnero | 2 - 3 | Tecnocasa Móstoles | 29 de septiembre | 18:00       | La Estación           | 400 |
| Preconte Telde       | 4 - 3 | Pinto              | 29 de septiembre | 18:00 (h.i) | Rita Hernández        | 200 |
| Femesala Elche       | 3 - 2 | Teccan Logroño     | 29 de septiembre | 19:00       | Esperanza Lag         | 500 |
| Kettal Fuenlabrada   | 4 - 3 | CD Bimil·lenari    | 29 de septiembre | 19:00       | El Trigal             | 200 |
| Mainfer Zaragoza     | 1 - 0 | Gironella          | 29 de septiembre | 20:00       | siglo XXI             | 400 |
| Diamante Rioja       | 5 - 2 | Soto del Real      | 30 de septiembre | 12:00       | Pal. Deportes         | 200 |
| Valladolid FSF       | 5 - 3 | Ponte Ourense      | 30 de septiembre | 12:30       | Pilar Fdez Valderrama | 300 |

| Ponte Ourense      | 2 - 0 | UCAM Murcia          | 6 de octubre | 17:00 | Los Remedios         | 200 |
| Soto del Real      | 1 - 4 | Teccan Logroño       | 6 de octubre | 17:00 | Mun. Soto Real       | 50  |
| Gironella          | 2 - 3 | Encofra Navalcarnero | 6 de octubre | 18:00 | Mun. Gironella       | 400 |
| Tecnocasa Móstoles | 1 - 6 | Femesala Elche       | 6 de octubre | 18:00 | Villafontana         | 350 |
| CD Bimil·lenari    | 1 - 3 | Preconte Telde       | 6 de octubre | 19:00 | Esperanza Lag        | 200 |
| Pinto              | 3 - 1 | Valladolid FSF       | 6 de octubre | 19:45 | Príncipe de Asturias | 200 |
| Diamante Rioja     | 8 - 1 | Kettal Fuenlabrada   | 7 de octubre | 12:00 | Pal. Deportes        | 200 |
| Cajasur Córdoba    | 4 - 4 | Mainfer Zaragoza     | 7 de octubre | 12:30 | PDM Vista Alegre     | 200 |

| UCAM Murcia          | 6 - 3 | Pinto              | 20 de octubre | 17:00       | Infante               | 150 |
| Encofra Navalcarnero | 2 - 2 | Cajasur Córdoba    | 20 de octubre | 18:00       | La Estación           | 250 |
| Preconte Telde       | 3 - 4 | Diamante Rioja     | 20 de octubre | 18:00 (h.i) | Rita Hernández        | 300 |
| Femesala Elche       | 5 - 1 | Gironella          | 20 de octubre | 18:30       | Esperanza Lag         | 600 |
| Kettal Fuenlabrada   | 5 - 5 | Soto del Real      | 20 de octubre | 19:00       | El Trigal             | 200 |
| Mainfer Zaragoza     | 5 - 1 | Ponte Ourense      | 21 de octubre | 12:00       | siglo XXI             | 400 |
| Teccan Logroño       | 5 - 4 | Tecnocasa Móstoles | 21 de octubre | 12:30       | Pal. Deportes         | 200 |
| Valladolid FSF       | 8 - 1 | CD Bimil·lenari    | 21 de octubre | 12:30       | Pilar Fdez Valderrama | 250 |

| Tecnocasa Móstoles | 2 - 4 | Soto del Real        | 23 de octubre | 20:00 | El Soto Móstoles | 400 |
| Ponte Ourense      | 1 - 4 | Encofra Navalcarnero | 27 de octubre | 17:00 | Los Remedios     | 300 |
| Gironella          | 2 - 1 | Teccan Logroño       | 27 de octubre | 18:00 | Mun. Gironella   | 300 |
| Diamante Rioja     | 1 - 2 | Valladolid FSF       | 27 de octubre | 18:00 | Pal. Deportes    | 300 |
| Kettal Fuenlabrada | 6 - 1 | Preconte Telde       | 27 de octubre | 19:00 | El Trigal        | 150 |
| CD Bimil·lenari    | 2 - 4 | UCAM Murcia          | 27 de octubre | 19:30 | Esperanza Lag    | 100 |
| Pinto              | 3 - 3 | Mainfer Zaragoza     | 27 de octubre | 19:45 | Mun. Pinto       | 150 |
| Cajasur Córdoba    | 8 - 6 | Femesala Elche       | 28 de octubre | 12:30 | PDM Vista Alegre | 150 |

| Teccan Logroño       | 4 - 2 | Cajasur Córdoba    | 3 de noviembre | 17:00       | Lobete                | 150 |
| Mainfer Zaragoza     | 4 - 2 | CD Bimil·lenari    | 3 de noviembre | 17:30       | siglo XXI             | 300 |
| Preconte Telde       | 5 - 4 | Soto del Real      | 3 de noviembre | 17:00 (h.i) | Teror                 | 100 |
| UCAM Murcia          | 2 - 1 | Diamante Rioja     | 3 de noviembre | 18:00       | Infante               | 200 |
| Encofra Navalcarnero | 6 - 3 | Pinto              | 3 de noviembre | 18:00       | La Estación           | 150 |
| Tecnocasa Móstoles   | 2 - 1 | Gironella          | 3 de noviembre | 18:15       | Villafontana          | 150 |
| Femesala Elche       | 7 - 5 | Ponte Ourense      | 3 de noviembre | 18:30       | Esperanza Lag         | 500 |
| Valladolid FSF       | 6 - 4 | Kettal Fuenlabrada | 4 de noviembre | 12:30       | Pilar Fdez Valderrama | 300 |

| Ponte Ourense      | 4 - 1  | Teccan Logroño       | 10 de noviembre | 17:00       | Los Remedios         | 200 |
| Soto del Real      | 4 - 4  | Gironella            | 10 de noviembre | 17:30       | Mun. Soto Real       | 100 |
| Preconte Telde     | 1 - 3  | Valladolid FSF       | 10 de noviembre | 18:00 (h.i) | Rita Hernández       | 200 |
| Kettal Fuenlabrada | 6 - 11 | UCAM Murcia          | 10 de noviembre | 19:00       | El Trigal            | 200 |
| CD Bimil·lenari    | 2 - 8  | Encofra Navalcarnero | 10 de noviembre | 19:30       | Esperanza Lag        | 100 |
| Pinto              | 5 - 6  | Femesala Elche       | 10 de noviembre | 19:45       | Príncipe de Asturias | 150 |
| Diamante Rioja     | 2 - 2  | Mainfer Zaragoza     | 11 de noviembre | 12:00       | Pal. Deportes        | 200 |
| Cajasur Córdoba    | 3 - 3  | Tecnocasa Móstoles   | 11 de noviembre | 12:30       | PDM Vista Alegre     | 150 |

| Encofra Navalcarnero | 3 - 0 | Diamante Rioja     | 17 de noviembre | 18:00 | La Estación           | 150  |
| Teccan Logroño       | 2 - 4 | Pinto              | 17 de noviembre | 18:00 | Lobete                | 100  |
| Gironella            | 2 - 4 | Cajasur Córdoba    | 17 de noviembre | 18:00 | Mun. Gironella        | 325  |
| UCAM Murcia          | 5 - 3 | Preconte Telde     | 17 de noviembre | 18:15 | Infante               | 200  |
| Tecnocasa Móstoles   | 3 - 2 | Ponte Ourense      | 17 de noviembre | 18:15 | Villafontana          | 200  |
| Femesala Elche       | 8 - 1 | CD Bimil·lenari    | 17 de noviembre | 18:30 | Esperanza Lag         | 1000 |
| Mainfer Zaragoza     | 5 - 1 | Kettal Fuenlabrada | 17 de noviembre | 19:30 | siglo XXI             | 400  |
| Valladolid FSF       | 6 - 1 | Soto del Real      | 18 de noviembre | 12:30 | Pilar Fdez Valderrama | 200  |

| Ponte Ourense      | 3 - 3 | Gironella            | 24 de noviembre | 17:30       | Los Remedios          | 300 |
| Soto del Real      | 1 - 5 | Cajasur Córdoba      | 24 de noviembre | 18:00       | Mun. Soto Real        | 100 |
| Preconte Telde     | 2 - 7 | Mainfer Zaragoza     | 24 de noviembre | 18:00 (h.i) | Rita Hernández        |     |
| Kettal Fuenlabrada | 1 - 8 | Encofra Navalcarnero | 24 de noviembre | 19:00       | El Trigal             | 300 |
| CD Bimil·lenari    | 3 - 4 | Teccan Logroño       | 24 de noviembre | 19:30       | Esperanza Lag         | 200 |
| Pinto              | 0 - 3 | Tecnocasa Móstoles   | 24 de noviembre | 19:45       | Príncipe de Asturias  | 300 |
| Diamante Rioja     | 2 - 3 | Femesala Elche       | 25 de noviembre | 12:00       | Pal. Deportes         | 300 |
| Valladolid FSF     | 3 - 4 | UCAM Murcia          | 25 de noviembre | 12:30       | Pilar Fdez Valderrama | 250 |

| UCAM Murcia          | 8 - 4  | Soto del Real      | 1 de diciembre | 18:00 | Infante          | 200 |
| Encofra Navalcarnero | 3 - 0  | Preconte Telde     | 1 de diciembre | 18:00 | La Estación      | 200 |
| Gironella            | 4 - 3  | Pinto              | 1 de diciembre | 18:00 | Mun. Gironella   | 300 |
| Tecnocasa Móstoles   | 10 - 4 | CD Bimil·lenari    | 1 de diciembre | 18:15 | Villafontana     | 200 |
| Femesala Elche       | 7 - 1  | Kettal Fuenlabrada | 1 de diciembre | 18:30 | Esperanza Lag    | 400 |
| Teccan Logroño       | 3 - 5  | Diamante Rioja     | 1 de diciembre | 19:30 | Lobete           | 600 |
| Mainfer Zaragoza     | 1 - 3  | Valladolid FSF     | 2 de diciembre | 12:00 | siglo XXI        | 400 |
| Cajasur Córdoba      | 1 - 3  | Ponte Ourense      | 2 de diciembre | 12:30 | PDM Vista Alegre | 150 |

| UCAM Murcia        | 2 - 1 | Mainfer Zaragoza     | 8 de diciembre | 17:00       | Infante               | 150 |
| Soto del Real      | 1 - 4 | Ponte Ourense        | 8 de diciembre | 18:00       | Mun. Soto Real        | 100 |
| Preconte Telde     | 2 - 8 | Femesala Elche       | 8 de diciembre | 18:00 (h.i) | Rita Hernández        | 200 |
| Kettal Fuenlabrada | 5 - 4 | Teccan Logroño       | 8 de diciembre | 19:00       | El Trigal             | 100 |
| CD Bimil·lenari    | 0 - 3 | Gironella            | 8 de diciembre | 19:30       | Esperanza Lag         | 100 |
| Pinto              | 2 - 7 | Cajasur Córdoba      | 8 de diciembre | 19:45       | Príncipe de Asturias  | 100 |
| Diamante Rioja     | 3 - 4 | Tecnocasa Móstoles   | 9 de diciembre | 12:00       | Pal. Deportes         | 300 |
| Valladolid FSF     | 3 - 1 | Encofra Navalcarnero | 9 de diciembre | 12:30       | Pilar Fdez Valderrama | 200 |

| Cajasur Córdoba      | 8 - 3  | CD Bimil·lenari    | 15 de diciembre | 12:30 | PDM Vista Alegre | 150 |
| Teccan Logroño       | 8 - 3  | Preconte Telde     | 15 de diciembre | 17:00 | Lobete           | 150 |
| Ponte Ourense        | 4 - 1  | Pinto              | 15 de diciembre | 17:00 | Los Remedios     | 300 |
| Encofra Navalcarnero | 7 - 3  | UCAM Murcia        | 15 de diciembre | 18:00 | La Estación      | 300 |
| Gironella            | 1 - 0  | Diamante Rioja     | 15 de diciembre | 18:00 | Mun. Gironella   | 300 |
| Tecnocasa Móstoles   | 11 - 2 | Kettal Fuenlabrada | 15 de diciembre | 18:15 | Villafontana     | 250 |
| Mainfer Zaragoza     | 3 - 5  | Soto del Real      | 15 de diciembre | 19:30 | siglo XXI        | 300 |
| Femesala Elche       | 9 - 1  | Valladolid FSF     | 16 de diciembre | 11:30 | Esperanza Lag    | 600 |

| UCAM Murcia        | 2 - 4 | Femesala Elche       | 20 de diciembre | 21:00       | Infante               | 500 |
| Mainfer Zaragoza   | 2 - 5 | Encofra Navalcarnero | 22 de diciembre | 17:00       | siglo XXI             | 100 |
| Diamante Rioja     | 4 - 9 | Cajasur Córdoba      | 22 de diciembre | 18:00       | Pal. Deportes         | 200 |
| Soto del Real      | 5 - 1 | Pinto                | 22 de diciembre | 18:00       | Mun. Soto Real        | 200 |
| Kettal Fuenlabrada | 3 - 5 | Gironella            | 22 de diciembre | 19:00       | El Trigal             | 200 |
| CD Bimil·lenari    | 0 - 5 | Ponte Ourense        | 22 de diciembre | 19:30       | Esperanza Lag         | 100 |
| Valladolid FSF     | 4 - 3 | Teccan Logroño       | 23 de diciembre | 12:30       | Pilar Fdez Valderrama | 400 |
| Preconte Telde     | 3 - 3 | Tecnocasa Móstoles   | 9 de enero      | 17:00 (h.i) | Rita Hernández        | 150 |

| Soto del Real      | 2 - 4 | Encofra Navalcarnero | 12 de enero | 17:00 | Mun. Soto Real       | 100 |
| Ponte Ourense      | 2 - 1 | Diamante Rioja       | 12 de enero | 17:00 | Los Remedios         | 150 |
| Gironella          | 1 - 2 | Preconte Telde       | 12 de enero | 17:30 | Mun. Gironella       | 300 |
| Teccan Logroño     | 5 - 6 | UCAM Murcia          | 12 de enero | 17:45 | Lobete               | 250 |
| Tecnocasa Móstoles | 6 - 1 | Valladolid FSF       | 12 de enero | 18:15 | Villafontana         | 200 |
| Femesala Elche     | 6 - 1 | Mainfer Zaragoza     | 12 de enero | 19:30 | Esperanza Lag        | 300 |
| Pinto              | 6 - 9 | CD Bimil·lenari      | 12 de enero | 19:45 | Príncipe de Asturias | 300 |
| Cajasur Córdoba    | 3 - 3 | Kettal Fuenlabrada   | 13 de enero | 12:30 | PDM Vista Alegre     | 250 |

| UCAM Murcia          | 1 - 1 | Tecnocasa Móstoles | 19 de enero | 17:00       | Infante                    | 250 |
| Diamante Rioja       | 2 - 0 | Pinto              | 19 de enero | 17:00       | Pal. Deportes              | 200 |
| Encofra Navalcarnero | 4 - 1 | Femesala Elche     | 19 de enero | 18:00       | La Estación                | 500 |
| Mainfer Zaragoza     | 5 - 4 | Teccan Logroño     | 19 de enero | 18:00       | siglo XXI                  | 900 |
| Preconte Telde       | 1 - 8 | Cajasur Córdoba    | 19 de enero | 18:00 (h.i) | Paco Artiles               | 150 |
| Kettal Fuenlabrada   | 0 - 4 | Ponte Ourense      | 19 de enero | 19:00       | El Trigal                  | 100 |
| CD Bimil·lenari      | 1 - 4 | Soto del Real      | 19 de enero | 19:00       | Carrús                     | 150 |
| Valladolid FSF       | 5 - 7 | Gironella          | 20 de enero | 12:30       | Pilar Fernández Valderrama | 200 |

| Mainfer Zaragoza     | 2 - 6 | Tecnocasa Móstoles | 26 de enero | 17:00       | siglo XXI                  | 450 |
| Diamante Rioja       | 4 - 1 | CD Bimil·lenari    | 26 de enero | 18:00       | Pal. Deportes              | 200 |
| Encofra Navalcarnero | 2 - 4 | Teccan Logroño     | 26 de enero | 18:00       | La Estación                | 100 |
| UCAM Murcia          | 4 - 3 | Gironella          | 26 de enero | 18:30       | Infante                    | 150 |
| Kettal Fuenlabrada   | 2 - 6 | Pinto              | 26 de enero | 19:00       | El Trigal                  | 300 |
| Femesala Elche       | 6 - 2 | Soto del Real      | 26 de enero | 19:30       | Esperanza Lag              | 400 |
| Preconte Telde       | 3 - 4 | Ponte Ourense      | 26 de enero | 19:30 (h.i) | Paco Artiles               | 200 |
| Valladolid FSF       | 2 - 3 | Cajasur Córdoba    | 27 de enero | 12:30       | Pilar Fernández Valderrama | 150 |

| Soto del Real      | 2 - 3 | Diamante Rioja       | 9 de febrero | 17:00 | Mun. Soto Real       | 100 |
| Ponte Ourense      | 4 - 6 | Valladolid FSF       | 9 de febrero | 17:00 | Los Remedios         | 200 |
| Cajasur Córdoba    | 3 - 2 | UCAM Murcia          | 9 de febrero | 18:00 | PDM Vista Alegre     | 150 |
| Gironella          | 4 - 2 | Mainfer Zaragoza     | 9 de febrero | 18:00 | Mun. Gironella       | 200 |
| Tecnocasa Móstoles | 0 - 0 | Encofra Navalcarnero | 9 de febrero | 18:15 | Villafontana         | 300 |
| Teccan Logroño     | 1 - 6 | Femesala Elche       | 9 de febrero | 19:00 | Lobete               | 500 |
| CD Bimil·lenari    | 6 - 3 | Kettal Fuenlabrada   | 9 de febrero | 19:30 | Esperanza Lag        | 200 |
| Pinto              | 4 - 1 | Preconte Telde       | 9 de febrero | 19:45 | Príncipe de Asturias | 100 |

| UCAM Murcia          | 0 - 4 | Ponte Ourense      | 16 de febrero | 17:00       | Infante                    | 200  |
| Mainfer Zaragoza     | 2 - 4 | Cajasur Córdoba    | 16 de febrero | 17:00       | siglo XXI                  | 150  |
| Encofra Navalcarnero | 4 - 0 | Gironella          | 16 de febrero | 18:00       | La Estación                | 150  |
| Teccan Logroño       | 1 - 3 | Soto del Real      | 16 de febrero | 18:00       | Lobete                     | 250  |
| Preconte Telde       | 9 - 3 | CD Bimil·lenari    | 16 de febrero | 18:00 (h.i) | Paco Artiles               | 300  |
| Kettal Fuenlabrada   | 4 - 8 | Diamante Rioja     | 16 de febrero | 19:00       | El Trigal                  | 200  |
| Femesala Elche       | 6 - 2 | Tecnocasa Móstoles | 16 de febrero | 19:30       | Esperanza Lag              | 1000 |
| Valladolid FSF       | 2 - 4 | Pinto              | 17 de febrero | 12:30       | Pilar Fernández Valderrama | 250  |

| Ponte Ourense      | 7 - 3 | Mainfer Zaragoza     | 23 de febrero | 17:00 | Los Remedios         | 350 |
| Gironella          | 2 - 5 | Femesala Elche       | 23 de febrero | 18:00 | Mun. Gironella       | 300 |
| Tecnocasa Móstoles | 5 - 5 | Teccan Logroño       | 23 de febrero | 18:15 | Villafontana         | 150 |
| CD Bimil·lenari    | 1 - 3 | Valladolid FSF       | 23 de febrero | 19:30 | Esperanza Lag        | 500 |
| Pinto              | 6 - 3 | UCAM Murcia          | 23 de febrero | 19:45 | Príncipe de Asturias | 100 |
| Soto del Real      | 5 - 3 | Kettal Fuenlabrada   | 24 de febrero | 12:00 | Mun. Soto Real       | 150 |
| Diamante Rioja     | 5 - 3 | Preconte Telde       | 24 de febrero | 12:00 | Pal. Deportes        | 250 |
| Cajasur Córdoba    | 0 - 2 | Encofra Navalcarnero | 24 de febrero | 12:30 | PDM Vista Alegre     | 150 |

| UCAM Murcia          | 4 - 2 | CD Bimil·lenari    | 1 de marzo | 16:00       | Infante               | 100  |
| Encofra Navalcarnero | 4 - 3 | Ponte Ourense      | 1 de marzo | 18:00       | La Estación           | 150  |
| Teccan Logroño       | 4 - 4 | Gironella          | 1 de marzo | 18:00       | Lobete                | 300  |
| Femesala Elche       | 7 - 1 | Cajasur Córdoba    | 1 de marzo | 18:30       | Esperanza Lag         | 1700 |
| Soto del Real        | 4 - 3 | Tecnocasa Móstoles | 1 de marzo | 19:00       | Mun. Soto Real        | 250  |
| Mainfer Zaragoza     | 3 - 3 | Pinto              | 1 de marzo | 20:00       | siglo XXI             | 350  |
| Preconte Telde       | 7 - 6 | Kettal Fuenlabrada | 1 de marzo | 19:30 (h.i) | Paco Artiles          | 150  |
| Valladolid FSF       | 8 - 1 | Diamante Rioja     | 2 de marzo | 12:30       | Pilar Fdez Valderrama | 350  |

| Diamante Rioja     | 1 - 6 | UCAM Murcia          | 15 de marzo | 17:00 | Pal. Deportes        | 200 |
| Ponte Ourense      | 2 - 3 | Femesala Elche       | 15 de marzo | 17:00 | Los Remedios         | 400 |
| Gironella          | 1 - 5 | Tecnocasa Móstoles   | 15 de marzo | 17:00 | Mun. Gironella       | 250 |
| Cajasur Córdoba    | 3 - 1 | Teccan Logroño       | 15 de marzo | 18:30 | PDM Vista Alegre     | 150 |
| Soto del Real      | 5 - 3 | Preconte Telde       | 15 de marzo | 19:00 | Mun. Soto Real       | 100 |
| Kettal Fuenlabrada | 0 - 3 | Valladolid FSF       | 15 de marzo | 19:00 | El Trigal            | 150 |
| CD Bimil·lenari    | 1 - 2 | Mainfer Zaragoza     | 15 de marzo | 19:30 | Esperanza Lag        | 200 |
| Pinto              | 2 - 6 | Encofra Navalcarnero | 15 de marzo | 19:45 | Príncipe de Asturias | 100 |

| UCAM Murcia          | 5 - 3 | Kettal Fuenlabrada | 29 de marzo | 17:30 | Infante               | 100 |
| Encofra Navalcarnero | 9 - 1 | CD Bimil·lenari    | 29 de marzo | 18:00 | La Estación           | 100 |
| Teccan Logroño       | 3 - 3 | Ponte Ourense      | 29 de marzo | 18:00 | Lobete                | 250 |
| Gironella            | 3 - 0 | Soto del Real      | 29 de marzo | 18:00 | Mun. Gironella        | 300 |
| Tecnocasa Móstoles   | 4 - 3 | Cajasur Córdoba    | 29 de marzo | 18:15 | Villafontana          | 200 |
| Femesala Elche       | 4 - 5 | Pinto              | 29 de marzo | 18:30 | Esperanza Lag         | 350 |
| Mainfer Zaragoza     | 1 - 3 | Diamante Rioja     | 30 de marzo | 12:15 | siglo XXI             | 300 |
| Valladolid FSF       | 3 - 2 | Preconte Telde     | 30 de marzo | 12:30 | Pilar Fdez Valderrama | 250 |

| Ponte Ourense      | 4 - 4 | Tecnocasa Móstoles   | 5 de abril | 17:00       | Los Remedios         | 400 |
| Soto del Real      | 2 - 6 | Valladolid FSF       | 5 de abril | 18:00       | Mun. Soto Real       | 100 |
| Diamante Rioja     | 1 - 3 | Encofra Navalcarnero | 5 de abril | 18:00       | Pal. Deportes        | 200 |
| Cajasur Córdoba    | 2 - 0 | Gironella            | 5 de abril | 18:30       | PDM Vista Alegre     | 150 |
| Preconte Telde     | 5 - 6 | UCAM Murcia          | 5 de abril | 18:00 (h.i) | Rita Hernández       | 100 |
| Kettal Fuenlabrada | 3 - 5 | Mainfer Zaragoza     | 5 de abril | 19:00       | El Trigal            | 150 |
| CD Bimil·lenari    | 3 - 1 | Femesala Elche       | 5 de abril | 19:30       | Esperanza Lag        | 250 |
| Pinto              | 3 - 3 | Teccan Logroño       | 5 de abril | 19:45       | Príncipe de Asturias | 100 |

| Encofra Navalcarnero | 4 - 0 | Kettal Fuenlabrada | 12 de abril | 18:00 | La Estación      | 200 |
| Teccan Logroño       | 5 - 0 | CD Bimil·lenari    | 12 de abril | 18:00 | Lobete           | 250 |
| Gironella            | 2 - 2 | Ponte Ourense      | 12 de abril | 18:00 | Mun. Gironella   | 250 |
| Tecnocasa Móstoles   | 5 - 3 | Pinto              | 12 de abril | 18:15 | Villafontana     | 200 |
| UCAM Murcia          | 3 - 1 | Valladolid FSF     | 12 de abril | 18:30 | Infante          | 150 |
| Cajasur Córdoba      | 4 - 5 | Soto del Real      | 12 de abril | 18:30 | PDM Vista Alegre | 100 |
| Femesala Elche       | 7 - 1 | Diamante Rioja     | 12 de abril | 19:30 | Esperanza Lag    | 300 |
| Mainfer Zaragoza     | 5 - 3 | Preconte Telde     | 13 de abril | 12:00 | siglo XIII       | 250 |

| Ponte Ourense      | 4 - 6 | Cajasur Córdoba      | 19 de abril | 16:30       | Los Remedios          | 200  |
| Diamante Rioja     | 3 - 1 | Teccan Logroño       | 19 de abril | 17:00       | Pal. Deportes         | 1100 |
| Preconte Telde     | 1 - 0 | Encofra Navalcarnero | 19 de abril | 18:00 (h.i) | Paco Artiles          | 150  |
| Soto del Real      | 7 - 7 | UCAM Murcia          | 19 de abril | 19:00       | Mun. Soto Real        | 150  |
| Kettal Fuenlabrada | 3 - 9 | Femesala Elche       | 19 de abril | 19:00       | El Trigal             | 100  |
| CD Bimil·lenari    | 2 - 3 | Tecnocasa Móstoles   | 19 de abril | 19:30       | Esperanza Lag         | 200  |
| Pinto              | 1 - 1 | Gironella            | 19 de abril | 19:45       | Príncipe de Asturias  | 100  |
| Valladolid FSF     | 1 - 1 | Mainfer Zaragoza     | 20 de abril | 12:30       | Pilar Fdez Valderrama | 150  |

| Ponte Ourense        | 6 - 3 | Soto del Real      | 26 de abril | 17:00 | Los Remedios     | 400  |
| Encofra Navalcarnero | 3 - 2 | Valladolid FSF     | 26 de abril | 18:00 | La Estación      | 100  |
| Teccan Logroño       | 7 - 0 | Kettal Fuenlabrada | 26 de abril | 18:00 | Lobete           | 100  |
| Gironella            | 5 - 2 | CD Bimil·lenari    | 26 de abril | 18:00 | Mun. Gironella   | 300  |
| Tecnocasa Móstoles   | 7 - 3 | Diamante Rioja     | 26 de abril | 18:30 | Villafontana     |      |
| Cajasur Córdoba      | 6 - 3 | Pinto              | 26 de abril | 18:30 | PDM Vista Alegre | 150  |
| Mainfer Zaragoza     | 1 - 4 | UCAM Murcia        | 27 de abril | 12:00 | Siglo XXI        | 300  |
| Femesala Elche       | 5 - 0 | Preconte Telde     | 9 de mayo   | 21:30 | Esperanza Lag    | 1200 |

| Soto del Real      | 5 - 3  | Mainfer Zaragoza     | 3 de mayo | 18:30       | San Agustín Guadalix  | 300 |
| Kettal Fuenlabrada | 1 - 4  | Tecnocasa Móstoles   | 3 de mayo | 19:00       | El Trigal             | 100 |
| CD Bimil·lenari    | 2 - 10 | Cajasur Córdoba      | 3 de mayo | 19:30       | Esperanza Lag         | 150 |
| Preconte Telde     | 5 - 3  | Teccan Logroño       | 3 de mayo | 19:30 (h.i) | Paco Artiles          | 500 |
| UCAM Murcia        | 3 - 8  | Encofra Navalcarnero | 4 de mayo | 11:30       | Cabezo de Torres      | 150 |
| Diamante Rioja     | 2 - 6  | Gironella            | 4 de mayo | 12:00       | Pal. Deportes         | 100 |
| Pinto              | 4 - 3  | Ponte Ourense        | 4 de mayo | 12:00       | Príncipes de Asturias | 100 |
| Valladolid FSF     | 2 - 4  | Femesala Elche       | 4 de mayo | 12:00       | Pilar Fdez Valderrama | 200 |

| Pinto                | 3 - 1  | Soto del Real      | 10 de mayo | 16:00 | Príncipes de Asturias | 100 |
| Encofra Navalcarnero | 7 - 2  | Mainfer Zaragoza   | 10 de mayo | 17:00 | La Estación           | 200 |
| Ponte Ourense        | 6 - 2  | CD Bimil·lenari    | 10 de mayo | 17:00 | Los Remedios          | 200 |
| Teccan Logroño       | 3 - 3  | Valladolid FSF     | 10 de mayo | 18:00 | Pal. Deportes         | 200 |
| Gironella            | 11 - 0 | Kettal Fuenlabrada | 10 de mayo | 18:00 | Mun. Gironella        | 200 |
| Cajasur Córdoba      | 9 - 1  | Diamante Rioja     | 10 de mayo | 18:30 | PDM Vista Alegre      | 200 |
| Femesala Elche       | 4 - 3  | UCAM Murcia        | 11 de mayo | 11:30 | Esperanza Lag         | 600 |
| Tecnocasa Móstoles   | 9 - 0  | Preconte Telde     | 11 de mayo | 18:00 | Villafontana          | 200 |

| Kettal Fuenlabrada   | 2 - 16 | Cajasur Córdoba    | 17 de mayo | 17:00       | El Trigal             | 100 |
| Diamante Rioja       | 3 - 5  | Ponte Ourense      | 17 de mayo | 17:00       | Pal. Deportes         | 200 |
| Encofra Navalcarnero | 6 - 4  | Soto del Real      | 17 de mayo | 18:30       | La Estación           | 300 |
| Mainfer Zaragoza     | 1 - 5  | Femesala Elche     | 17 de mayo | 18:30       | siglo XXI             | 500 |
| UCAM Murcia          | 4 - 1  | Teccan Logroño     | 17 de mayo | 18:30       | Infante               | 150 |
| Preconte Telde       | 5 - 1  | Gironella          | 17 de mayo | 18:30 (h.i) | Paco Artiles          | 200 |
| CD Bimil·lenari      | 2 - 4  | Pinto              | 17 de mayo | 19:30       | Esperanza Lag         | 100 |
| Valladolid FSF       | 2 - 4  | Tecnocasa Móstoles | 18 de mayo | 12:30       | Pilar Fdez Valderrama | 350 |

| Ponte Ourense      | 13 - 1 | Kettal Fuenlabrada   | 24 de mayo | 17:00 | Los Remedios          | 300  |
| Soto del Real      | 3 - 5  | CD Bimil·lenari      | 24 de mayo | 17:00 | Mun. Soto Real        | 200  |
| Gironella          | 1 - 1  | Valladolid FSF       | 24 de mayo | 18:00 | Mun. Gironella        | 250  |
| Tecnocasa Móstoles | 4 - 2  | UCAM Murcia          | 24 de mayo | 18:15 | Villafontana          | 200  |
| Femesala Elche     | 4 - 2  | Encofra Navalcarnero | 24 de mayo | 18:30 | Esperanza Lag         | 1800 |
| Teccan Logroño     | 3 - 3  | Mainfer Zaragoza     | 24 de mayo | 18:30 | Pal. Deportes         | 800  |
| Cajasur Córdoba    | 2 - 1  | Preconte Telde       | 24 de mayo | 18:30 | Guadalquivir          | 200  |
| Pinto              | 3 - 5  | Diamante Rioja       | 24 de mayo | 18:30 | Príncipes de Asturias | 50   |

## Estadísticas

### Goleadoras
| Puesto                                    | Jugadora       | Equipo                     | Goles |
| ----------------------------------------- | -------------- | -------------------------- | ----- |
| 1                                         | Sofía Vieria   | Tecnocasa Móstoles         | 39    |
| 2                                         | Ampi           | Cajasur Córdoba            | 38    |
| 3                                         | Andrea Feijóo  | Ponte Ourense              | 33    |
| 4                                         | Beatriz Martín | Femesala Elche             | 32    |
| 4                                         | María Talavera | Teccan Logroño             | 32    |
| 6                                         | Alicia Morell  | Femesala Elche             | 30    |
| 7                                         | Sofía Candela  | Ucam Murcia                | 27    |
| 8                                         | Pitu           | Soto del Real              | 25    |
| 9                                         | Bea Mateos     | Valladolid FSF             | 24    |
| 9                                         | Sara Moreno    | Valladolid/Cajasur Córdoba | 24    |
| Última actualización: 8 de junio de 2009. |                |                            |       |